# أكاديمية آفاق أكثر إشراق
أكاديمية آفاق أكثر إشراق (بالإنجليزية: Brighter Horizons Academy)‏ يدرس فيها بدوام كامل، وهي معتمدة من قبل 12 كلية اسلامية التحضيرية في جارلاند، تكساس، الولايات المتحدة الأمريكية. هي واحدة من أوائل المدارس الإسلامية التي تقدم برنامجًا للائتمان المزدوج بالتزامن مع كلية مقاطعة مقاطعة دالاس المجتمعية للسماح للطلاب بالتخرج من المدرسة الثانوية بدرجة الزمالة.

## التاريخ
تأسست المدرسة في عام 1989م من قبل مؤسسة الخدمات الإسلامية استجابة لطلب الوالدين لبيئة أكاديمية إسلامية في شمال تكساس. وكان المبنى الأول 2,000 قدم مربع. العقارات السكنية التي اشترتها في عام 1990م تقع في شارع بولك. يتألف فصل التخرج الأول في عام 2002م من 6 طلاب حصلوا على ما مجموعه 47000 دولار في المنح الدراسية الجامعية.
وقد تأسست على مبدأ توفير تعليم جيد في بيئة إسلامية من أجل إنتاج قادة مسلمين أكفاء.
اشترت عقار الحرم الجامعي الحالي في عام 1993م مقابل 396000 دولار. اكتملت المرحلة الأولى من المبنى الرئيسي المكون من طابقين في عام 1999م، بتكلفة 2.65 دولار مليون، وتتألف من 28000 قدم مربع بناء وملعب. في عام 2003م اشترت مبنى مكتب طبي مجاور لاستخدامه في مبنى التعليم في مرحلة الطفولة المبكرة.

## أكاديمية آفاق أكثر إشراقا اليوم
حصلت الأكاديمية على اعتماد من الرابطة الجنوبية للكليات والمدارس ساكي كاسي في عام 2006م. يستخدم تقييم ساكي كاسي خمسة معايير عند اعتماد المدرسة، وهي: الغرض والتوجيه، والحكم والقيادة، والتدريس والتقييم للتعلم والموارد وأنظمة الدعم، واستخدام النتائج للتحسين المستمر.
ألوان المدرسة زرقاء وذهبية، ويتألف الزي المدرسي الحالي من مزيج من قمم اللون الأزرق الفاتح أو الكاكي، والبنطلونات الرمادية أو البحرية، تلتزم جميع الملابس بالمعايير الإسلامية للملابس. يطلب من الفتيات ارتداء وشاح الرأس ابتداءً من الصف الخامس.
شعار المدرسة هو القرآن المفتوح بكلمة اقرأ. كانت هذه هي الكلمة الأولى من القرآن التي كشف عنها النبي محمد بواسطة الملاك جبرائيل. يعلم الطلاب تطبيق الدراسات الإسلامية على مجالات أخرى في حياتهم خارج المدرسة.

## أكاديميات
لدى الأكاديمية برنامج الائتمان المزدوج مع كلية ريتشلاند. قد يأخذ الصغار وكبار السن دورات في الكلية في حرم الأكاديمية.
تتكون الكلية من 100 مدرس وموظف بدوام كامل. قدمت المدرسة برنامج كمبيوتر محمول يحصل فيه جميع الطلاب المسجلين في الصف الحادي عشر على جهاز كمبيوتر محمول.
تقدم الأكاديمية خمسة برامج للتخرج:
- متقدم - يجب إكمال 4 ساعات معتمدة لكل من اللغة الإنجليزية والرياضيات والعلوم والعربية والاختيارية و5 ساعات معتمدة من الدراسات الاجتماعية؛ لا يوجد حد أدنى لمتطلبات المعدل الدراسي أو ساعات التطوع أو اختبار السات.
- المميز - يجب إكمال 4 ساعات معتمدة لكل من اللغة الإنجليزية والرياضيات والعلوم واللغة العربية والاختيارية و5 ساعات معتمدة من الدراسات الاجتماعية؛ الحد الأدنى لمتوسط الدرجات هو 85، 20 ساعة تطوعية في السنة، الحد الأدنى للسات 21/1500
- تميز مع الانتهاء برنامج دي تريبل سي دي الأساسية - يجب إكمال 4 ساعات معتمدة لكل من اللغة الإنجليزية والرياضيات والعلوم واللغة العربية، والاختيارية، و5 ساعات معتمدة من الدراسات الاجتماعية؛ الحد الأدنى لمتوسط الصف 93، 20 ساعة تطوعية في السنة، الحد الأدنى للسات 21/1500
- متميز مع الانتهاء من درجة الزمالة - يجب إكمال 4 ساعات معتمدة لكل من اللغة الإنجليزية والرياضيات والعلوم واللغة العربية والاختيارية و5 ساعات معتمدة من الدراسات الاجتماعية؛ الحد الأدنى لمتوسط الصف 95، 20 ساعة تطوعية في السنة، الحد الأدنى للسات 21/1500
- معجل - يجب أن يستوفي جميع متطلبات البرنامج المتميز باستثناء السنة الرابعة من الدراسات العربية والإسلامية. تخرجت منى شيتو منه مع خيار درجة المعجل من أجل التنافس في دورة الألعاب الأولمبية 2012م في لندن مع شقيقها زين شيتو.

كما تقدم الأكاديمية برنامج الدراسات الإسلامية وبرنامج الحفظ. يقدم برنامج الحفظ بدوام كامل وبعد المدرسة وهو منفصل عن دورات الدراسات الإسلامية المقدمة كمناهج قياسية.
الرسوم الدراسية هي 7416.00 دولار  في السنة الأكاديمية مع المساعدات المالية المقدمة لأولئك الذين لديهم حاجة. تقدم مؤسسة الخدمات الإسلامية 180,000 دولار كمساعدات مالية.

## الأندية والمنظمات
تتنافس في مسابقات رابطة المدارس الخاصة بين المدارس كل عام.
إدراكًا للحاجة إلى تلبية الاهتمامات الفردية لكل طالب، قامت الأكاديمية على مر السنين بدمج النوادي والأحداث اللامنهجية في حياة الحرم الجامعي. تشمل بعض الأندية التي يتم تقديمها كتابًا سنويًا حائزًا على جائزة وناديًا للصحافة والفن والدراما وسكريبس ناشيونال سبيلينق بي ودودل قوقل. في عام 2014م، فازت طالبة علياء جليل بمسابقة دودل الحكومية.
في عام 2002م ابتكر عمر سيد الوالد في الأكاديمية وخريجها اللعبة الاستراتيجية اريما، وهي لعبة إستراتيجية معترف بها على المستوى الوطني تشبه لعبة الشطرنج ولكنها أسهل في التعلم. يرشد عمر سيد نادي أريما بعد المدرسة في الأكاديمية.

## وصلات خارجية
- موقع أكاديمية آفاق أكثر إشراقا